# Catherine Allégret
Catherine Allégret (Neuilly-sur-Seine, 16 april 1946) is een Franse actrice. Ze is de dochter van Simone Signoret en van filmregisseur Yves Allégret.

## Leven en werk

### Opvoeding
Catherine Allégret werd opgevoed door haar moeder en haar nieuwe partner, de acteur Yves Montand, voor wie Simone Signoret haar man verlaten had. 

### Debuut en filmbijrollen
Ze debuteerde ongeveer ter zelfde tijd op de planken en voor de filmcamera. Toneelregisseur André Barsacq gaf haar haar eerste rol in Ce soir on improvise (1965), een van de laatste stukken van Luigi Pirandello. Haar eerste twee filmrollen vertolkte ze in het onvoltooide  L'Enfer (Henri-Georges Clouzot, 1964) en in de komedie Lady L (Peter Ustinov, 1965). Daarna kreeg ze de kans om samen met haar moeder en Yves Montand mee te spelen in de politiethriller Compartiment tueurs (Costa-Gavras, 1965). Deze prent betekende de echte start van haar filmcarrière. Vanaf dan tot het begin van de jaren tachtig was ze regelmatig te zien in films, hoofdzakelijk in bijrollen. Zo speelde ze nog een tweede keer samen met haar moeder, in het drama Les Granges Brûlées (Jean Chapot, 1973) waarin Signoret ook haar filmmoeder was. In 1975 werkte ze eenmalig samen met haar vader Yves Allégret in diens laatste speelfilm Mords pas, on t'aime (1975).

### Latere carrière
Vanaf de jaren tachtig was ze meer en meer te zien in televisieseries waarvan Navarro (1989-2007) de bekendste en de langstlopende was. Vanaf 2004 maakte ze een opgemerkte comeback in de bioscoop met films als Mariages ! (Valérie Guignabodet, 2004) en vooral La Môme (Olivier Dahan, 2006). In 2008 werd ze na een lange afwezigheid ook weer actief op het toneelpodium.

### Privéleven
Ze huwde eerst met de acteur Jean-Pierre Castaldi en daarna met de acteur Maurice Vaudaux die ze op de set van Navarro had leren kennen.

## Filmografie

### Cinema (selectie)
- 1964 - L'Enfer (Henri-Georges Clouzot) (onvoltooid)
- 1965 - Lady L (Peter Ustinov)
- 1965 - Compartiment tueurs (Costa-Gavras)
- 1967 - À tout casser (John Berry)
- 1969 - Tout peut arriver (Philippe Labro)
- 1970 - Élise ou la Vraie Vie (Michel Drach)
- 1971 - Smic, Smac, Smoc (Claude Lelouch)
- 1971 - Ça n'arrive qu'aux autres (Nadine Trintignant)
- 1972 - Sex-shop  (Claude Berri)
- 1972 - Les Volets clos (Jean-Claude Brialy)
- 1972 - Ultimo Tango a Parigi (Last Tango in Paris) (Bernardo Bertolucci)
- 1973 - Les Granges Brûlées (Jean Chapot)
- 1974 - Le Hasard et la Violence (Philippe Labro)
- 1974 - Vincent, François, Paul... et les autres (Claude Sautet)
- 1975 - Mords pas, on t'aime (Yves Allégret)
- 1976 - La Course à l'échalote (Claude Zidi)
- 1979 - Clair de femme (Costa-Gavras)
- 1981 - Chanel solitaire (George Kaczender)
- 1981 - Une robe noire pour un tueur (José Giovanni)
- 1982 - Le Braconnier de Dieu (Jean-Pierre Darras)
- 1982 - Josepha (Christopher Frank)
- 1985 - Urgence (Gilles Béhat)
- 1989 - L'Orchestre rouge (Jacques Rouffio)
- 2004 - Mariages!  (Valérie Guignabodet)
- 2006 - La Môme (Olivier Dahan)
- 2009 - L'Enfer d'Henri-Georges Clouzot (Serge Bromberg en Ruxandra Medrea) (documentaire)
- 2010 - La Rafle (Roselyne Bosch)
- 2010 - Fatal (Michael Youn)

### Televisie (selectie)
- 1978-1986 - Médecins de nuit (Bernard Kouchner) (televisieserie, 5 seizoenen, 38 afleveringen)
- 1981 - Au bon beurre (Edouard Molinaro) (televisiefilm)
- 1989-2007 - Navarro (Pierre Grimblat) (televisieserie, 18 seizoenen, 110 afleveringen)
- 1988 - Les Amies de Miami (Philippe Galard) (televisieserie, 26 afleveringen)
- 2008 - Un admirateur secret (Christian Bonnet) (tweedelige televisiefilm)
- 2010 - La Nouvelle Maud (Bernard Malaterre) (televisieserie, 12 afleveringen)
- 2012 - La Nouvelle Maud (Régis Musset) (televisieserie, seizoen twee, 12 afleveringen)

## Toneel (selectie)
- 1965 - Ce soir on improvise (Luigi Pirandello) in een regie van André Barsacq
- 1966 - La Convention de Belzébir (Marcel Aymé) in een regie van René Dupuy
- 1969 - Noces de sang (Federico Garcia Lorca) in een regie van Raymond Rouleau
- 1982 - Trois fois rien (Catherine Allégret en Eliane Borras) in een regie van Henri Helman
- 1985 - Tailleur pour dames (Georges Feydeau) in een regie van Bernard Murat
- 1998 - Mère Courage et ses enfants (Bertolt Brecht) in een regie van Yves Pignot
- 2008 - Les Demoiselles d'Avignon (Jaime Salom) in een regie van Jean-Pierre Dravel en Olivier Macé